# Taco Bell
Taco Bell – amerykańska sieć barów szybkiej obsługi, specjalizująca się w potrawach zainspirowanych kuchnią meksykańską (choć nie będących ich kopią). Pierwszy Taco Bell otwarty został w stanie Kalifornia w USA i te korzenie pozostają ważnym elementem w strategii firmy do dziś. Własność koncernu Yum! Brands, Inc.
W USA istnieje 8.218 restauracji Taco Bell i jest to druga (po McDonald’s) co do wielkości marka restauracji szybkiej obsługi (Quick Service Restaurants) w tym kraju.
Koncern Yum! Brands Inc. stawia na międzynarodowy rozwój Taco Bell. Obecnie - poza USA - funkcjonuje ponad 1200 restauracji - czyli dwukrotnie więcej niż w 2020 roku.
Taco Bell było pierwszą siecią restauracji szybkiej obsługi która wprowadziła aplikacje do zamawiania posiłków na urządzenia mobilne w USA. Według magazynu Time (tygodnik) sieć Taco Bell jest obecnie jedną ze 100 najbardziej wpływowych firm w 2023 roku, nagrodzona tytułem Entrepreneur Magazine’s Franchise of the Year w latach 2020, 2021, 2022 i 2023.

## Historia
Przed powstaniem Taco Bell, Glen Bell – założyciel franczyzy – prowadził budkę z hot-dogami. Jego inspiracja do stworzenia Taco Bell narodziła się podczas obserwowania popularności potraw meksykańskich, zwłaszcza taco, które przyciągały klientów w pobliskich restauracjach. W 1951 Bell otworzył nową budkę w której zaczął sprzedawać taco. Przed słynną nazwą, Taco Bell nazywało się również Taco-Tia i El Taco.
W 1962 roku Glen Bell otworzył pierwszą restaurację Taco Bell w Downey (Kalifornia). Była to początkowo mała restauracja typu drive-in rozmiaru niewielkiego garażu, oferująca meksykańskie dania w uproszczonej wersji.

## Rozwój i ekspansja
Pierwsza restauracja Taco Bell została otwarta w 1964 roku w Torrance, w Kalifornii, a do 1967 roku firma miała już 100 restauracji. W 1978 roku Taco Bell zostało wykupione przez PepsiCo, co przyspieszyło dalszy rozwój sieci zarówno w Stanach Zjednoczonych, jak i poza nimi. Taco Bell jest aktualnie własnością firmy Yum! Brands.
W 2015 roku koncern Yum! postanowił stworzyć Taco Bell International który odpowiada za ekspansję poza USA. Europa stanowi obecnie kluczowy kierunek dla rozwoju sieci. W tym celu stworzona została sieć zaopatrzenia oparta na lokalnych produktach i zawarte zostały umowy na master franczyzę w wielu krajach. Polska jest jednym z kluczowych rynków europejskich na których koncern planuje ekspansje.

## Ekspansja w Europie

### Wielka Brytania
Dzięki strategii ukierunkowanej na młodych konsumentów, szczególnie studentów, oraz lokalizacji restauracji w centrach handlowych, marka szybko zyskała popularność. Dzięki rosnącemu popytowi sieć rozszerzyła działalność w dużych miasta, takie jak Manchester, Birmingham i Londyn. Do początku 2024 roku Taco Bell posiadało ponad 160 restauracji w całym kraju, co uczyniło Wielką Brytanię jednym z kluczowych rynków Taco Bell w Europie.

### Hiszpania

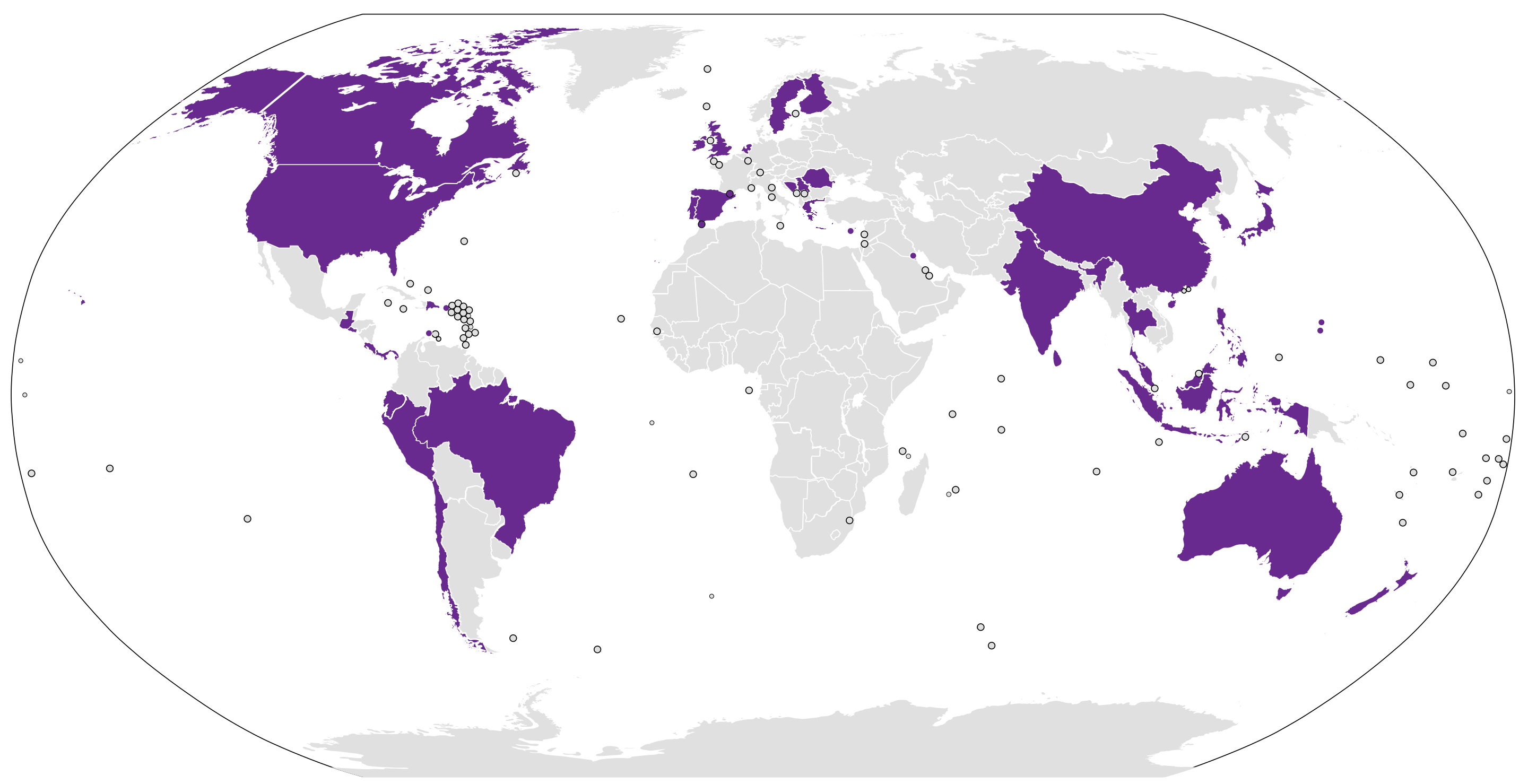
Państwa, w których istnieją otwarte restauracje Taco Bell

Hiszpania to także przykład sukcesu Taco Bell w Europie. Pierwsza restauracja otwarta została w Madrycie. Sieć dynamicznie rozwijała swoją działalność, otwierając restauracje w dużych miastach, takich jak Barcelona, Walencja czy Sewilla. Do 2024 roku Taco Bell posiadało tam około 150 lokali.

### Holandia
Taco Bell otworzyło swoją pierwszą restaurację w Holandii w 2017 roku w Eindhoven. Marka szybko zdobyła sympatię holenderskich klientów, zwłaszcza młodzieży i turystów, którzy cenili sobie różnorodność smaków i przystępne ceny. Holenderscy konsumenci, otwarci na kuchnie międzynarodowe, dobrze kalifornijską kuchnię inspirowaną wpływami meksykańskimi. Lokale otworzono m.in. w Amsterdamie, gdzie Taco Bell przyciągał klientów lokalizacjami w pobliżu popularnych atrakcji turystycznych. Marka kontynuuje rozwój w Holandii, stopniowo zwiększając liczbę swoich restauracji.

### Skandynawia
Ekspansja Taco Bell w krajach skandynawskich zaczęła się od Finlandii, gdzie w 2017 roku otworzono pierwszy lokal w Helsinkach. Marka zyskała popularność, a sukces w Finlandii otworzył drogę do dalszego rozwoju w regionie. W 2018 roku pierwsze restauracje pojawiły się także w Szwecji, w Sztokholmie i Malmö, gdzie marka dobrze się przyjęła, zwłaszcza wśród młodzieży i turystów.